# Jaqaru

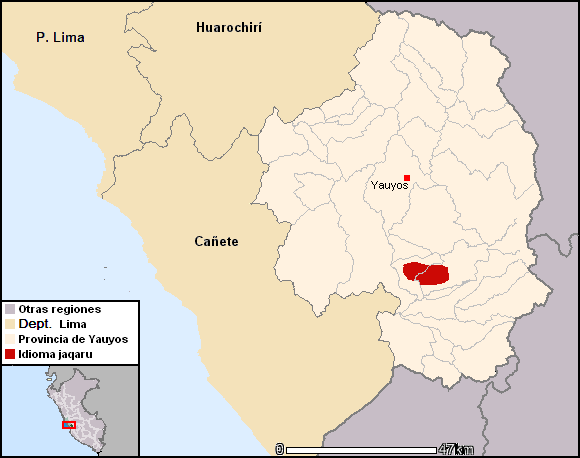
Sprachgebiet von Jaqaru (orange)

Jaqaru / Kawki ist eine Sprache in Peru, die wie das Aymara zur Aru-Sprachfamilie gehört. Sie wird in den Distrikten Tupe und Catahuasi in der Provinz Yauyos im Departement Lima gesprochen.

## Name und Klassifikation
Jaqaru [= jaqi aru] bedeutet „Menschensprache“, Kawki dagegen „wo?“. In der Jaqaru-Sprache werden beide Begriffe gleichermaßen als Selbstbezeichnung verwendet. Linguisten verwenden die beiden Ausdrücke jedoch zur Unterscheidung zweier Sprachgruppen:
- Jaqaru wird in Tupe und den Dörfern der Umgebung (Aisa und Colca) gesprochen. Es hat höchstens 3000 Sprecher, die fast alle daneben auch Spanisch sprechen und von denen viele nach Lima abgewandert sind.
- Kawki wird in den benachbarten Gemeinden Cachuy, Canchán, Caipán und Chavín gesprochen. Es gibt nur noch wenige, alte Sprecher (9 Personen Anfang 2005).

## Soziolinguistische Situation
Nach den Daten der Volkszählung 2007 hat das Jaqaru 740 Sprecher. Die Mehrzahl der Bewohner von Tupe ist nach Lima abgewandert, wo kaum Möglichkeiten bestehen, Jaqaru zu sprechen, und wo die Sprache nicht an die Kinder weitergegeben wird. Auch in Yauyos wird das Jaqaru als ernsthaft bedroht eingestuft, da es vor allem von den älteren Menschen noch gesprochen wird. Die Mundart Kawki ist moribund, da sie nur noch von sehr wenigen, sehr alten Menschen gesprochen wird. Im Zuge der Implementierung des Sprachengesetzes (Ley 29735) nach 2011 sind 7 Schulen mit interkultureller zweisprachiger Erziehung mit Jaqaru als Erstsprache der Schüler (davon eine Sekundarschule) und 2 Schulen mit Kawki als Zweitsprache der Schüler eingerichtet wurden (Stand 2013). Seit 2010 gibt es hierzu ein offizielles Alphabet (RD 0628–2010-ED, Alfabeto consensuado).